# Callopanchax
Die Fische der Gattung Callopanchax (von griechisch kallos „schön“, und „Panchax“) sind westafrikanische Zahnkärpflinge aus der Familie Nothobranchiidae und werden zu den Killifischen gezählt. Aufgrund ihrer Farbenpracht sind sie einerseits bekannte Aquarienfische, werden jedoch wegen ihrer kurzen Lebenserwartung und ihren spezialisierten Ansprüchen selten gehalten. Die Bezeichnung „Prachtkärpflinge“ bietet zudem Verwechslungspotential mit der Gattung Aphyosemion.

## Vorkommen
Das Verbreitungsgebiet der Gattung Callopanchax ist auf die westafrikanischen Küstengebiete im Bereich von Guinea, Sierra Leone und Liberia beschränkt. Die Tiere leben dort vor allem in kleinen Sümpfen und sonstigen Wasseransammlungen. Dabei sind die Populationen durch ihre spezialisierte Art der Fortpflanzung auch in regelmäßig austrocknenden Gewässern überlebensfähig.

## Erscheinung
Die Fische weisen einen schlanken, spindel- bis keulenförmigen Körperbau auf, das Maul ist oberständig. Die Gesamtlänge erreicht je nach Art bis zu acht Zentimeter. Rückenflosse und Afterflosse sind bandartig verlängert, die Schwanzflosse länglich oval. Die Gattung weist einen deutlichen Sexualdimorphismus auf: die männlichen Tiere sind farbenprächtiger und deutlich größer. Auch ist ihre Afterflosse spitz ausgezogen, während die der weiblichen Tiere abgerundet ist.
Bedingt durch die schnellen Generationswechsel und die abgeschlossenen Habitate haben sich trotz des kleinen Verbreitungsgebietes zahlreiche Lokalvarianten herausgebildet, die sich vor allem farblich deutlich unterscheiden können.

## Lebensweise
Die Tiere leben einzelgängerisch oder in Form lockerer Gruppen in den schlammigen oder krautigen Uferbereichen der Gewässer. Sie ernähren sich vor allem von kleinen Wirbellosen und ins Wasser gefallenen Insekten.

## Fortpflanzung
Die Gattung Callopanchax gehört zur Gruppe der sogenannten Saisonfische. Als Anpassung an regelmäßig austrocknende Gewässer werden die Eier im schlammigen Bodengrund abgelegt und machen dort eine Ruhephase durch, die mehrere Wochen oder gar Monate andauern kann. Beim Einsetzen der Regenzeit schlüpfen dann die Jungfische. Bedingt durch die kurzen Lebenszyklen sind die Tiere bereits mit acht bis zehn Wochen geschlechtsreif, erreichen allerdings (auch in Gefangenschaft) nur ein Alter von maximal zwei Jahren.

## Arten
Die Gattung Callopanchax umfasst folgende 4 Arten:  

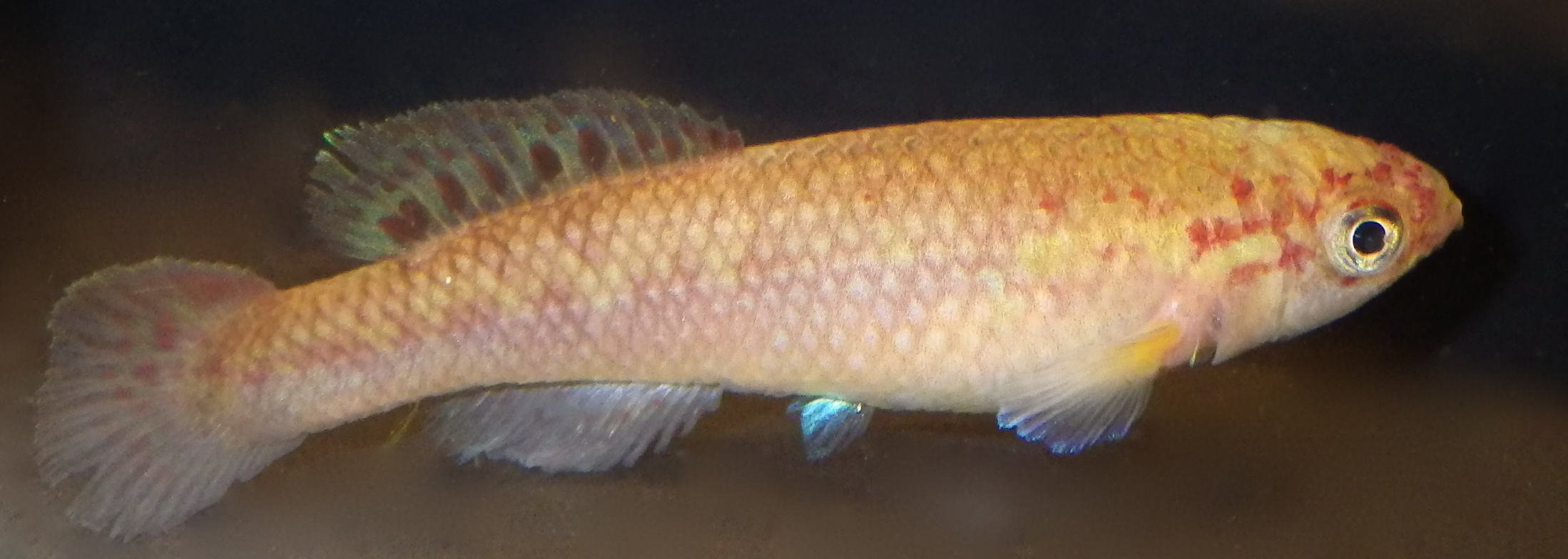
Goldfasan-Prachtkärpfling (Callopanchax occidentalis), Weibchen

- Callopanchax monroviae (Roloff & Ladiges, 1972)
- Callopanchax occidentalis (Clausen, 1966)
- Callopanchax sidibeorum Sonnenberg & Busch, 2010
- Callopanchax toddi (Clausen, 1966)